# Tutte storie
Tutte storie is het zesde studioalbum van de Italiaanse zanger Eros Ramazzotti. Het werd uitgebracht op 19 april 1993. Dit album is wereldwijd meer dan zes miljoen maal verkocht en zorgde ervoor dat hij een contract kreeg bij BMG Entertainment.

## Nummers
1. "Cose della vita"
2. "A mezza via"
3. "Un'altra te"
4. "Memorie"
5. "In compagnia"
6. "Un grosso no"
7. "Favola"
8. "Non c'è più fantasia"
9. "Nostalsong"
10. "Niente di male"
11. "Esdodi"
12. "L'ultima rivoluzione"
13. "Silver e Missie"